# Anémona-anã-plumosa
Pseudactinia varia, conhecido comumente por anémona-anã-plumosa, é uma espécie da classe Anthozoa do género Pseudactinia.

Esta espécie é distribuída no Antlântico Sul e na África-do-sul, fixada em solos debaixo de água a uma temperatura de até 17°C.